# 2021年坎大哈清真寺爆炸案
2021年10月15日，阿富汗城市坎大哈的什叶派伊玛目巴尔加清真寺发生自杀式炸弹袭击，爆炸发生在伊玛目巴尔加清真寺中午的祈祷仪式期间，造成至少65人死亡、100多人受伤。根据伊斯兰国呼罗珊省的媒体部门阿马克新闻社发布的一份声明，该恐怖组织声称对这次袭击负责。一星期前，伊斯兰国呼罗珊省对阿富汗昆都士的一座清真寺发动同样的袭击，造成至少50人死亡。